# 凱撒施爾德山

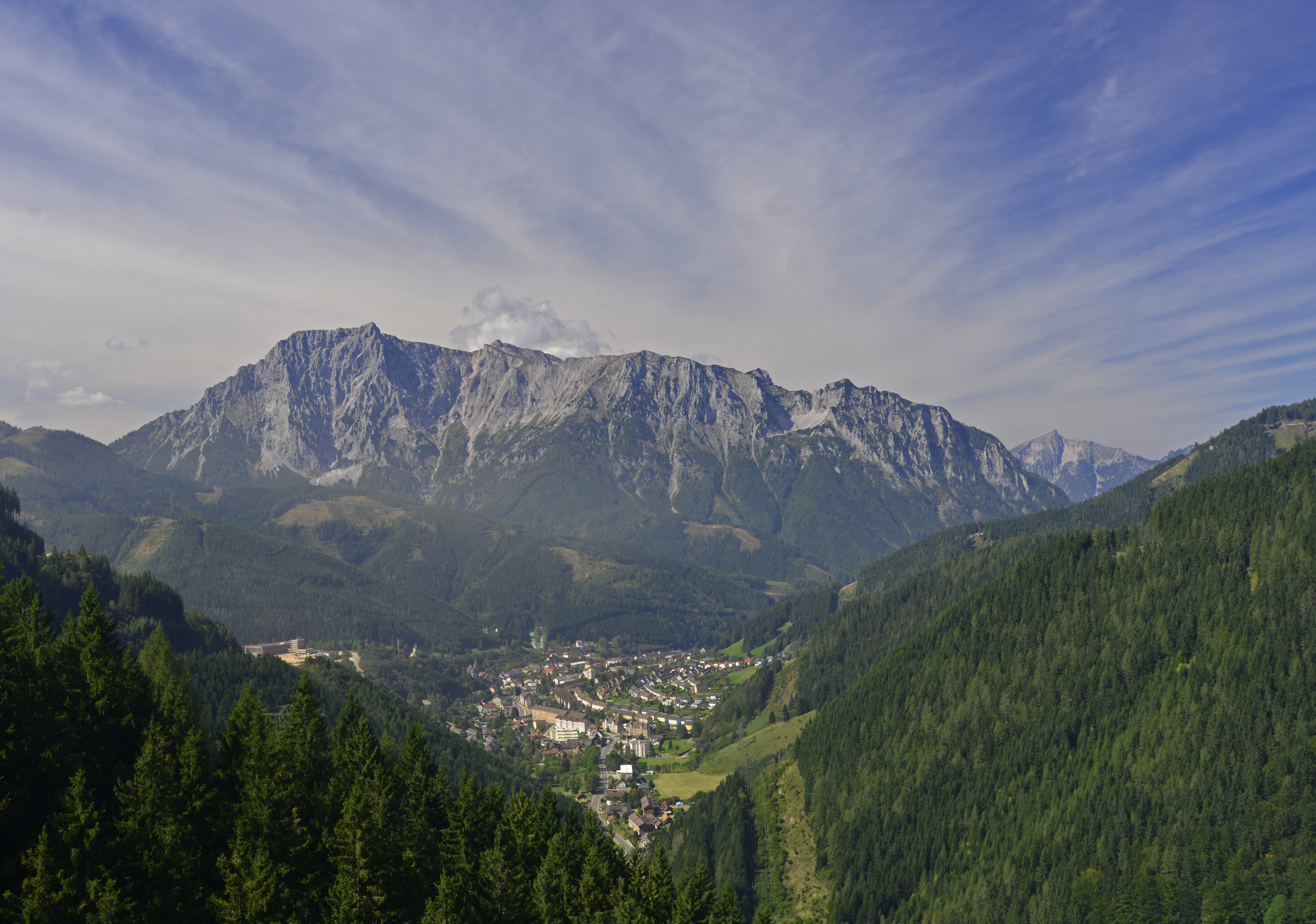

47°32′19″N 14°49′41″E / 47.53861°N 14.82806°E
凱撒施爾德山（德語：Kaiserschild），是奧地利的山峰，位於該國東南部，由施泰爾馬克州負責管轄，屬於艾塞訥茨阿爾卑斯山脈的一部分，距離霍赫科格爾山0.9公里，海拔高度2,085米，每年平均降雨量1,632毫米。